# قصعين فلسطيني
قصعين فلسطيني أو رعلة فلسطينية أو خَزْنَة (الاسم العلمي: Salvia palaestina) هو نوع نباتي يتبع جنس القصعين من فصيلة الشفوية.
الموطن الأصلي لهذا النبات العشبي المعمر يمتد عبر مناطق واسعة، ويشمل ذلك فلسطين وتركيا وسوريا والعراق وإيران وشبه جزيرة سيناء وشمال شرق مصر. تم تسمية هذا النبات ووصفه من قبل جورج بينثهام في عام 1835, حيث نعته بالإسم المحدد : palaestina (بالاستينا، أي فلسطين) بإشارة إلى مناطق إنتشار هذه النبتة؛ حيث وصف مواقع تواجد وإنتشار هذا النبات على أنه يقع على إمتداد «جبال فلسطين، ما بين غزة والقدس».
ينمو نبات القصعين الفلسطيني (الاسم العلمي : S. palaestina) في مجموعة متنوعة من الموائل، بإرتفاعات تتراوح ما بين 1,000 و 4,000 قدم (300 إلى 1220 م). تم إدخال هذا النبات في مجال البستنة والجنانة في سنوات التسعينات.
ينمو هذا النبات لطول يصل من 1 إلى 2 قدم (0.30 إلى 0.61 م) ، تكون شكليته وهيئته منتصبة ويملك العديد من السيقان التي تكون مربعة الشكل والتي تنمو من الجذور القاعدية. أوراقها الخضراء، التي تكون ذات شكل مموج ومجعد، تختلف في الشكل والحجم، يتواجد على هذه الأوراق شعيرات خفيفة على كلا الجانبين، وتحتوي على غدد التي تطلق رائحة أريج وشذا عند فركها أو سحقها. تنمو النورات الزهرية لطول يبلغ 12 بوصة (30 سم) وشكلها يشبه الشمعدان في أعلى السيقان، ويتواجد ما بين 4-6 زهور لكل دوارة. تنمو الأزهار لطول يبلغ حوالي 0.5 بوصة (1.3 سم) وتكون مستقيمة وأنبوبيّة الشكل، وتتراوح ألوانها بين اللون الأبيض واللون الليلكي الشاحب.